# Jenchor (rejon dżydiński)
Jenchor (ros. Енхор) – wieś w Rosji, w Buriacji, w rejonie dżydińskim. W 2010 liczyła 564 mieszkańców.